# キュノスケファライの戦い (紀元前197年)
キュノスケファライの戦い（英：Battle of Cynoscephalae）は第二次マケドニア戦争において紀元前197年にテッサリアのキュノスケファライにてティトゥス・クィンクティウス・フラミニヌス率いるローマ軍と、ピリッポス5世率いるマケドニア軍との間で起こった戦闘である。霧の中で始まった戦闘は、ローマ側の勝利で終わった。

## 背景
紀元前198年に30歳にもならない若さでローマの執政官となったティトゥス・クィンクティウス・フラミニヌスは紀元前200年より続いていたマケドニアとの戦争へと司令官として赴いた。彼の先任者のプブリウス・スルピキウス・ガルバおよびプブリウス・ウィッリウス・タップルスの戦いが消極的であったことから自らはそうなるまいと決意し、兄弟のルキウス・クィンクティウス・フラミニヌスを艦隊司令官にして共同作戦を取らせ、且つ第二次ポエニ戦争において大スキピオの下ヒスパニアでハスドルバルを破った部隊から3000人の精鋭を選び、遠征軍に組み込んだ。
エピロス入りしたフラミニヌスは早速アオウス川近くの隘路に拠っていたピリッポス5世率いるマケドニア軍を破った（アオウスの戦い）。敗れたマケドニア軍はテッサリアへと逃げ、追ってきた敵に何も残さないように都市の住民を山地に立ち退かせた後、火を放った。一方フラミニヌスは兵士に対して、自国や保護を託された国の国土を通る場合のように行動せよと命じ、これを守らせた。このため、テッサリアの都市の多くはローマ軍に城門を開いて同盟を結び、アカイア人はマケドニア側からローマ側に寝返った。
その後、ピリッポスから講和の打診がフラミニヌスの許へ来たが、フラミニヌスが示したギリシア人の自治を認め、駐屯軍を撤退させよという条件をピリッポスが拒否したため、実現されなかった。

## 推移
前198年にテッサリアに攻め込んだローマ軍はその西部を影響下に収め、ピリッポスは次のローマ軍の狙いをテッサリアのテーバイと読み、東部の守りを固め、各都市に物資を集積した。
翌前197年春、ピリッポス自身はディオンで新兵を訓練しつつ、敵が動き出すのを待っていた。一方、フォキスで越冬したフラミニヌスは、春になるとアッタロス1世と合流し、ボイオティア同盟を欺いて味方につけ、アッタロスの病気で遅れがあったものの、アエトリア同盟から支援の約束を取り付け、クレタ島やアタマニアからの軍も迎え入れると、テーバイに向かった。
ピリッポスはローマ軍が動き出したのに合わせて軍を南下させ、敵がテーバイに近づいていることを知ると、ペラエの北5kmのところまで進軍し、翌朝、ペラエの南9kmの地点で野営していたローマ軍と遭遇戦が起った。町で補給するつもりだったピリッポスには物資が足りておらず、また大軍を展開出来るような場所でもなく、アエトリア軍に手こずったため、補給と大軍を展開出来る戦場の確保のためスコトゥッサに軍を向け、川のそばに野営した。一方、フラミニヌスはマケドニア軍の動きを見て、追いかけるためにスコトゥッサの南、エレトリアに軍を進めた。
次の日、フラミニヌスはパルサルスとピリッポスの連携を断つため、おそらくその北方にある、泉の湧くテティスの聖地付近に向かったのだろう。一方、ピリッポスも水を求め、ローマ軍とは丘を挟んで北側になる、カルキアデスに軍を進めた。ローマ軍は合計約32000、マケドニア軍は合計約25000で、古代の記録によれば、この丘はキュノスケファライ、犬の頭と呼ばれていたという。実際に見てみたところ、この丘の稜線が並行する様子が、牧羊犬に似ていたからこの名前がついたのではないかと思われる。フラミニヌスは、テティスの泉の周辺に、象を含めた自軍を野営させたが、気付かないうちにマケドニア軍から4kmの地点まで接近していた。

### 決戦
この日を5月末とする説もあるが、フラミニヌスが何もしていない期間が長すぎるため、穀物の生育状況から逆算して、5月頭と考えられる。夜明けから霧が濃く、視界が悪い中、ピリッポスは丘を回り込もうとしたが、ほとんど進むことが出来ず、丘の上に送り出した偵察隊が、同じくフラミニヌスの送り出した偵察隊と遭遇した。マケドニア側が勝ったものの、ローマ軍の増援が繰り出されたため、ピリップスに救援を要請してきた。
この日、決戦になるとは思っていなかったピリッポスは、食料調達のためにかなりの数を四方に放っており、霧が晴れ始めたところで要請を受けると、マケドニアやテッサリアの騎兵と手持ちの傭兵を向かわせ、ローマ軍を丘の上から追い払ったが、アエトリア騎兵が頑強に抵抗してローマ軍の崩壊を防いだ。フラミニヌスは、偵察隊の敗北を見て、全軍を率いて丘の上を目指し、一方ピリッポスは、この地形がファランクスの展開に向いていないと思ったが、次々と自軍が有利という報告が入ったため、残った左翼は後から追いかけてくるように命じ、右翼だけ率いて先に丘の上を占領した。
丘の上から、マケドニア軍の一部がローマ軍の近くで活躍しているのを見て、最初ピリッポスは、そこを確保すればファランクスで突撃出来ると大いに喜んだが、先に派遣した増援の騎兵が敗北して戻ってきたのを見て、まだ左翼部隊が丘に上がってくる途中であったにもかかわらず、決戦を挑むしかないことを悟った。
ファランクスの厚みを倍の32列にして、丘の上から突撃したピリッポスの右翼は、ローマ軍の左翼を圧倒したが、フラミニヌスは右翼の軍団を率い、移動中のマケドニア軍左翼に象も使った攻撃を集中させ、隊列を組んでおらず、どうしようもないファランクスを打ち破った。また、少数を率いていたトリブヌス・ミリトゥムの一人が戦況を読み、突出していたピリッポスの右翼の背後に回り込んで、方向転換の出来ない彼らを攻撃した。
勝利していると思っていたピリッポスは、この背面攻撃を受け、少し離れて戦況全体を見直すと、ローマの右翼が自分の左翼を破り、丘の上に迫っていることに気付き、出来るだけの兵を集めて撤退した。マケドニアの左翼は、槍を立てて降伏の意思を示したが、フラミニヌスの制止が間に合わず殺戮され、この戦いでマケドニア軍は8000人の戦死者と5000人の捕虜を出したのに対し、ローマ軍の戦死者は700人であったとされる。
フラミニヌスは、マケドニア軍の動きを予測し、自軍の動きもよく見て見事な采配を振るったが、霧が出ていなければ、ピリッポスも軍の一部だけで決戦を挑むこともなかったはずで、偶然の要素が大きい戦いであったと言える。

## その後
この後、ピリッポスはフラミニヌスに降伏し、第二次マケドニア戦争におけるマケドニアの敗戦が決定した。アイトリア人は不満を訴えたものの、フラミニヌスは（イリュリアとギリシアの緩衝地帯としての役割から）ピリッポスに王位を維持させた。その代わり、マケドニアの軍勢の全ギリシアからの撤退、1000タラントンの賠償金の支払い、10隻を残した全艦隊の引き渡し、王子デメトリオスを人質としてローマに送らせる、という条件をピリッポスに呑ませた。
紀元前196年、フラミニヌスはプロコンスル（前執政官）として、10人のレガトゥス（使節団）と共にピリッポスとの条約締結に努め、コリントスのイストミア大祭でギリシアの自由を宣言した。元老院決議によって決定された条件を飲んだピリッポスとの和平はローマ市で成立したが、ローマ側は、彼がアンティオコス3世 (セレウコス朝)と結んで再度刃向かうことがないよう、ローマと同盟を結ぶよう仕向け、選択の余地がないピリッポスは使者を送ることを約束したものの、その結果については史料に残っていない。フラミニヌスはギリシアの各地で解放者として熱烈な歓迎を受けたという。この敗戦の後、ピリッポスは親ローマ路線へと舵を取り、彼の存命中マケドニアはローマに楯突くことはなかった。

## 評価
キュノスケファライの戦いは、紀元前190年のマグネシアの戦いと共に、密集陣形をとり圧力をかけるファランクスと、三重戦列のお陰で予備兵力を持ち、マニプルス（中隊）単位で動くため柔軟性のあるローマ軍団との差が出たものと言え、戦争を交渉で終わらせるのが常だったヘレニズム諸国と、相手を徹底的にたたき潰すまで終わらないローマとの文化の差が出た戦いでもあった。